# Thomas Offenberg Backer

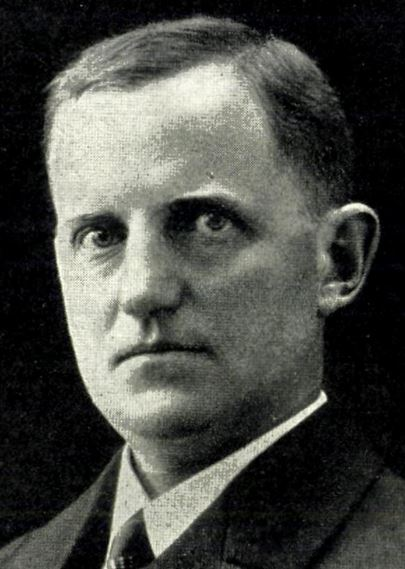

Thomas Offenberg Backer, född 27 september 1892 i Mo i nuvarande Tokke kommun, Telemark fylke, död 10 januari 1987, var en norsk ingenjör.
Backer blev student 1910, ingenjör vid Norges tekniske høgskole 1914. Han var assisterande ingenjör vid NSB:s brokontor 1914–17, Stavanger Electro Staalverk 1917–19, Statens vegvesen i Vestfold fylke 1919–25, avdelningsingenjör vid vägväsendet i Nord-Trøndelag fylke 1925–35, vägstyrelsen 1935–40, överingenjör vid vägväsendet i Oppland fylke 1940 samt direktör för Statens vegvesen 1948–62.
Backer var ordförande byggnadsrådet i Egge 1930–35, ledamot av taxeringsnämnden 1933–35, ordförande 1935, ordförande i Opplands fylkesarbetsnämnd 1945–48 och i den norska avdelningen av Nordisk vegteknisk forbund 1948–63.